# Бадаевский хлебозавод
Бадаевский хлебозавод (Хлебзавод имени 10-летия Октября, хлебзавод «Каравай», механический завод ЛСПО) — памятник архитектуры. Расположен в Санкт-Петербурге, современный адрес — Херсонская улица, 22, Херсонский проезд, 1х.
Конкурс на постройку хлебозавода был объявлен в 1926 году, в жюри конкурса находились О. Р. Мунц, А. А. Оль и А. И. Виксель. В основу был положен принцип максимальной механизации, «применению перста рабочего должен быть положен конец раз и навсегда». Представленные проекты были выполнены в основном в стиле конструктивизма, но ни один из них не был использован полностью, и построенное в итоге здание наиболее похоже на проект мастерской А. С. Никольского (с доработкой Архитектурным бюро под руководством П. Д. Бункина, с участием П. И. Дмитриева, разработавшего железобетонные конструкции). Строительство было окончено в 1927 году.
Главный фасад обращён на Херсонскую улицу, внешний вид комплекса задан технологией горизонтального цикла выпечки хлеба. Каждому виду работы соответствуют определённые части здания, объёмно выделенные с созданием ритмичной структуры. Зрительное восприятие корпуса меняется в зависимости от точки обзора. Главный фасад строго горизонтален, его расчленяют четыре квадратных световых эркера, два главных параллелепипедных корпуса соединены между собой и стоят под углом к оси Херсонской улицы. Глухие краснокирпичные стены, остеклённые плоскости и белые железобетонные перемычки контрастируют между собой. Первоначальный облик зданий искажён последовавшими перестройками.
В 1936 году завод получил имя А. Е. Бадаева (до этого хлебозаводом им А. Е. Бадаева был завод № 2 на Большой Вульфовой улице, 5, его тогда переименовали в хлебозавод № 2 Петроградского района).